# Marcus Lövblad
Marcus Lövblad, född 1895 i Njurunda, död 1974, var en svensk skulptör.
Lövblad utbildade sig vid Konstakademien och Tekniska skolan i Stockholm samt i Paris.

## Offentliga verk i urval
- Morgonrodnad, förgylld brons utanför Stockholms stadshus.
- Portalfigur och relief i Njurunda gravkapell
- Elva skulpturer i Alnö nya kyrka

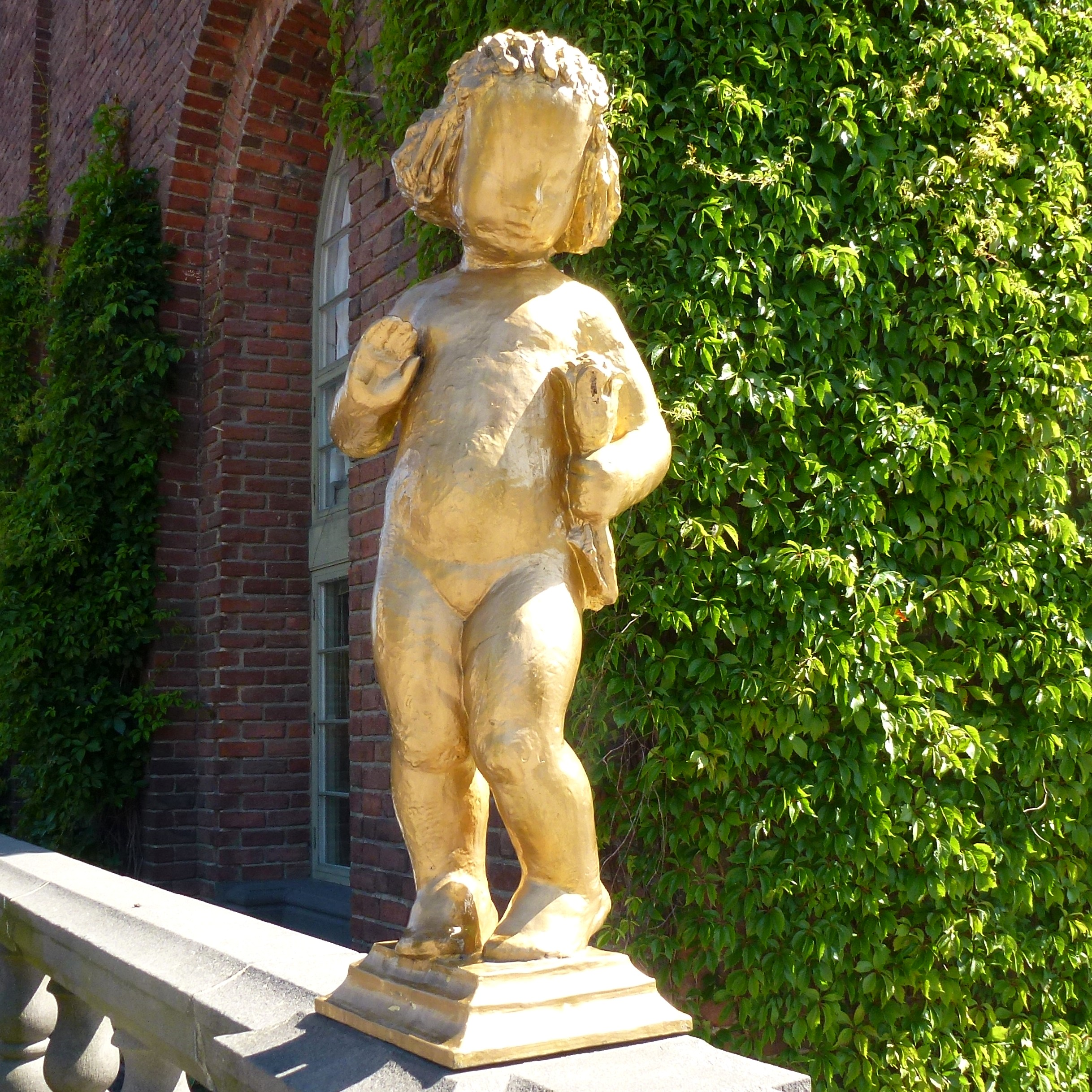
Morgonrodnad utanför Stockholms stadshus.
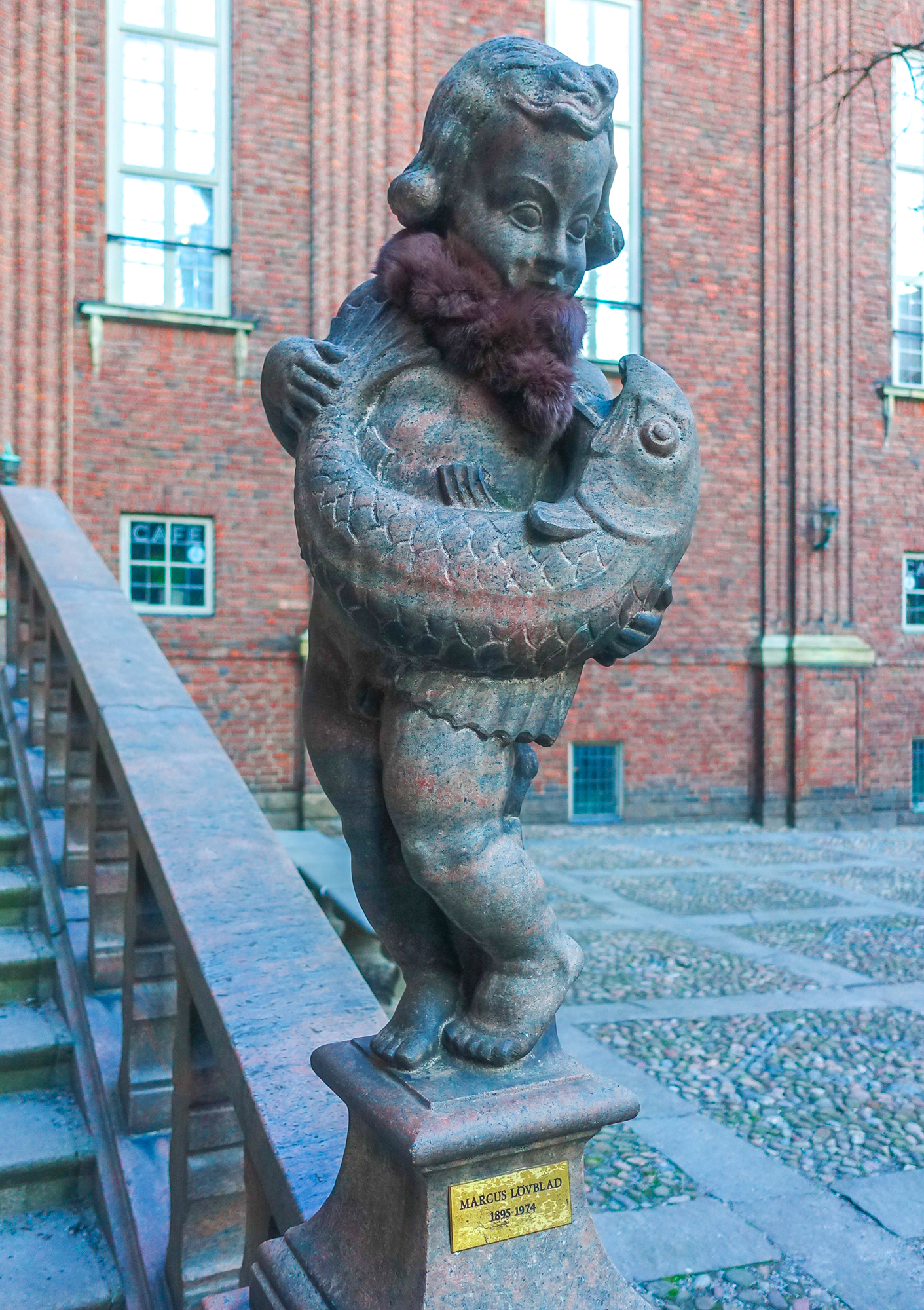
Skulptören Marcus Lövblads fiskarputto på inre borgargården i Stockholm Stadshus.